# 바탄섬

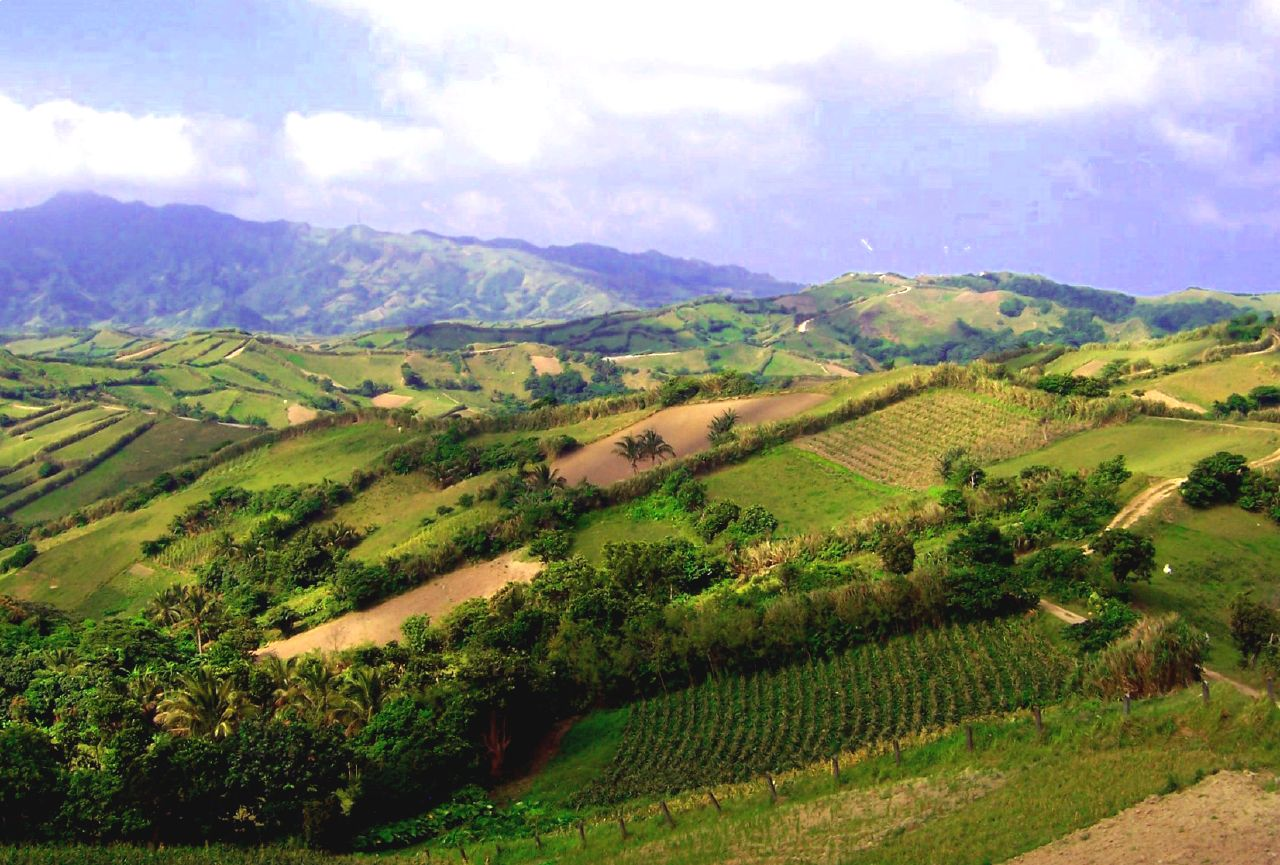
바탄섬의 언덕 풍경

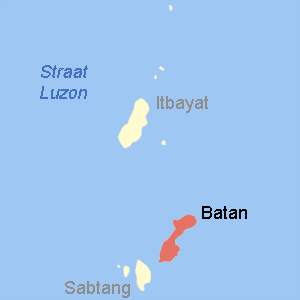

바탄섬(Batan Island)은 필리핀 바타네스주의 주요 섬이다. 필리핀의 북쪽끝 제도인 바타네스제도에서 2번째로 큰 섬이다. 화산섬이다.

## 사건
일본의 필리핀 침입은 바탄섬의 침입과 함께 시작되었으며, 진주만 공격과 같은 날 미국 영토의 첫 상륙이기도 하였다. 1941년 12월 10일, 해군전투군은 철군하였다.

## 같이 보기
- 이바탄어